# خواب زودهنگام
خواب زودهنگام (انگلیسی: Early to Bed) فیلمی در ژانر کمدی، زوج هنری، و صامت است که در سال ۱۹۲۸ منتشر شد. از بازیگران آن می‌توان به استن لورل و اولیور هاردی اشاره کرد.